# Dash & Cangri
Dash & Cangri: el precio de la fama fue un docu-reality chileno emitido por Canal 13 que muestra la vida de dos jóvenes y su entorno familiar y social. El programa se estrenó el 15 de octubre de 2012.
Dash & Cangri: El precio de la fama, es una serie derivada de Perla. Sus protagonistas se hicieron conocidos en ese programa emitido entre fines de 2011 y principios de 2012, también por Canal 13, y en Dash & Cangri se muestran las consecuencias de haber adquirido fama de manera repentina.
Además, el programa muestra la vida otros jóvenes provenientes de realidades totalmente diferentes, que comparten vivencias y experiencias.

## Reparto
- Michael "Dash" González Vega - 19 - Maipú: el dinero que está ganando lo ahorra para pagar sus estudios y además para financiar el proyecto musical que tiene con Cristóbal. Él sabe que todo lo que está viviendo es pasajero. Sin embargo la realidad lo supera, refugiándose en los consejos de su familia y algunos personajes de la serie para entender sus problemas y superar sus dolencias y tuerto.
- (†) Sebastián "Cangri" Leiva Bravo - 20 - Maipú: Cangri no sabe muy bien lo que quiere, solo sabe que debe disfrutar el presente mientras dure y en esa dinámica conoce chicas de otros sectores que lo tienen maravillado. Un mundo nuevo se presenta pero no sabe cómo manejarse en él. Cree tener los pies bien puestos en la tierra pero eso está por verse.
- Perla Ilich Nicolich - 18 - Macul: en la frontera Cenza a vivir su nueva vida alejada de sus raíces. Junto a Nino, espera emocionada, la llegada de su primer hijo. Ambos lucharon por estar juntos y lo están logrando. Despreciada por su pueblo, distanciada de su familia, sin amigos y sin nadie que la entienda. Perla debe enfrentar nuevos desafíos, nuevos prejuicios, nuevos problemas con un cuerpo distinto, que cambia con el paso de los meses.
- Cristóbal Romero Acuña - 17 - Ñuñoa: este proactivo joven crea un proyecto musical junto a Cangri y Dash. Sin embargo, la intrínseca dispersión de sus integrantes, obliga a Cristóbal a llamarles la atención constantemente. Tarea titánica que pondrá a prueba la hermosa amistad que surgió la temporada anterior. Actualmente pololea con Tatiana, una bella chica quien le enseñará a compartir sus sentimientos, los cuales, le cuesta transmitir.
- Lucia Jiménez Farías - 19 -: su belleza y simpatía atrae la atención de todos los chicos. Pero hay uno que por primera vez siente que el amor ha tocado a su puerta. Dash tendrá que asumir que esta mujer no es como todas las demás. Su padre, Hugo, que salió en un capítulo de En su propia trampa, la consiente y protege pues no está dispuesto a entregarle cualquier tipo su adorada hija.
- Juan Carlos "JC" Vásquez Romero - 23- : amigo de infancia de Cangri y Dash. Detrás de este extrovertido y cómico personaje se esconde un oscuro pasado del cual supo sobreponerse. Tiene su propia panadería con la cual sustenta a su hija de 6 años y al resto de su familia. Su enchulado auto deportivo con el cual corre en las carreras clandestinas, es su símbolo de superación personal. Es una voz autorizada a la cual se puede acudir cuando los chicos necesitan un buen consejo.
- Roxana Hernández Rivero - 20 - San Miguel: pololea con Matías, una pareja muy particular. Es celosa y no ve con buenos ojos que su pololo salga todos los días a divertirse con sus amigos. Sin embargo, ambos viven el momento y se divierten mucho.
- Matias "Mati" Opazo Canales (Malito Malozo) - 21 - : pololea con Roxana. A él le gusta entregarse a la noche pese a los constantes celos de Roxana que no ve con buenos ojos que salga todos los días a divertirse con sus amigos. Ambos viven el momento. Trabajar poco y se divierten mucho. Matías no se atreve a conocer a sus suegros por temor a no ser aceptado. Avanzada la serie esta enrevesada relación de amor tendrá un giro inesperado.
- Ingrid "Ini" Gorigoitía - 20 - Las Condes: estudia sicología en la Universidad del Pacífico. Le gusta compartir con gente de diferente estilo porque para ella es una experiencia de aprendizaje. Encantadora chica del barrio alto que encandilará con su belleza y buena onda a uno de nuestros protagonistas. Esto conlleva a prejuicios de lado y lado, pues nunca nadie imaginó que una "pelolais" pueda poner sus ojos en un "flayte".
- Josefa "Fefa" Palazuelos Warnken - 19 - : amiga y confidente de Ini. Estudia Arte en la Universidad del Desarrollo. Le gusta salir a bailar con sus amigas. Según ella tiene mala suerte con los hombres. Le interesa el mundo gitano. Conoce a Jimmy con el que entabla una linda amistad que confunde al gitano. Sus padres y entorno no apoyan su participación en la serie.
- Jimmy Calderaso - 20 - : el príncipe gitano. Juega póker y junto a Coreano, su mejor amigo, comparten y viven el día a día sin más preocupaciones que encontrar una gitana para conquistar. Jimmy esconde un profundo conflicto; no quiere terminar vendiendo autos como su padre, como todos los gitanos.
- Coriano "Coreano" Nicolich Pantich - 18 - : mujeriego y galante. Su madre, Nina, lo apoda “Drácula” porque vive de noche y duerme de día. Ella se encarga de hacerle ver que debe respetar las tradiciones, NO meterse con chilenas y sobre todo tratar de encontrar una gitana para tranquilizarse y enmendar el camino. Su vida transita entre vender autos y entregarse a los avatares de la noche.
- Tatiana Liedtke Pasini - 19 - : estudiante de Arquitectura. Trabaja de barman en el Bar Helsinky. Le encanta el diseño de vestuario y quiere juntar dinero junto a una amiga para poder tener su propia tienda. Sin embargo su tradicional familia se opone a esta idea. Pololea con Cristóbal hace 6 meses.
- Piamaría Silva - 16 - : cantante, actriz y bailarina, desde los 4 años Piamaría a estado en los escenarios, desde ahí nunca más la pudieron sacar más. Participó en el proyecto "Prima Donna" junto Daniela.
- Daniela Nicolás – 20 – : cantante, amante del teatro y la música. Estudiante de Periodismo en la Universidad del Desarrollo. También participó en el proyecto musical "Prima Donna" junto su amiga Piamaría.
- Isaac "Nine" Pantich - 21 - : Nine es primo y exnovio de Perla. A Nine le encantan los automóviles y trabaja en ellos.